# Charles Steffen
Pour les articles homonymes, voir Steffen.
Charles Steffen (1927-1995) est un artiste autodidacte américain originaire de Chicago, Illinois. Il est connu pour ses dessins d'un monde imaginaire « peuplé de créatures ressemblant à des extraterrestres ».

## Biographie
Steffen naît dans une famille de huit enfants à Chicago. Il étudie le dessin, l'histoire de l'art et la photographie à l'Institut de Technologie de l'Illinois à la fin des années 1940. Vers 1950, pendant son séjour à l'université, il souffre de dépression et est institutionnalisé à l'hôpital d'État d'Elgin entre 1952 et 1963, subissant des traitements et une thérapie par électrochocs pour la schizophrénie. Il continue de dessiner durant cette période.
Après avoir quitté l'hôpital, incapable de trouver un emploi, Steffen retourne à la maison familiale vivre avec sa sœur, Rita.
Lors de la vente de la maison familiale à la mort de sa mère en 1994, Steffen emménage dans une maison de retraite pour hommes dans le nord de Chicago. Rita lui demande de détruire ses piles de dessins de temps en temps, à cause du risque d'incendie. Steffen les donne à son neveu, Christopher Preissing. Ils ont été redécouverts 2006, ce qui a coïncidé avec un renouveau de l'intérêt du public pour l'art brut.

## Œuvres
Steffen dessine principalement avec des crayons de couleur sur des sacs en papier brun, à raison d'un à trois dessins par jour. Toutes les œuvres datant d'avant 1989 ont été détruites.
Ses dessins incluaient des éléments du quotidien (le caissier de banque, les voisins, les plantes de la cour, etc) et de nombreux dessins d'hybrides humanoïdes.

## Expositions et collections
- 2006 : Russell Bowman Art Advisory, Chicago, Illinois
- 2008 : Galerie Objet Trouvé, Paris; Russell Bowman Art Advisory, Chicago, IL
- 2010 : Life Lines: The Drawings of Charles Steffen, Intuit: The Center for Intuitive and Outsider Art, Chicago
- 2012 : Galerie Christian Berst, Paris
- 2013 : Collection de l'art brut, Lausanne, Suisse